# Museu Lázaro Galdiano
El Museu Lázaro Galdiano de Madrid, alberga la col·lecció del mateix nom, d'origen privat, formada amb un interès universal cap a totes les arts i tècniques.

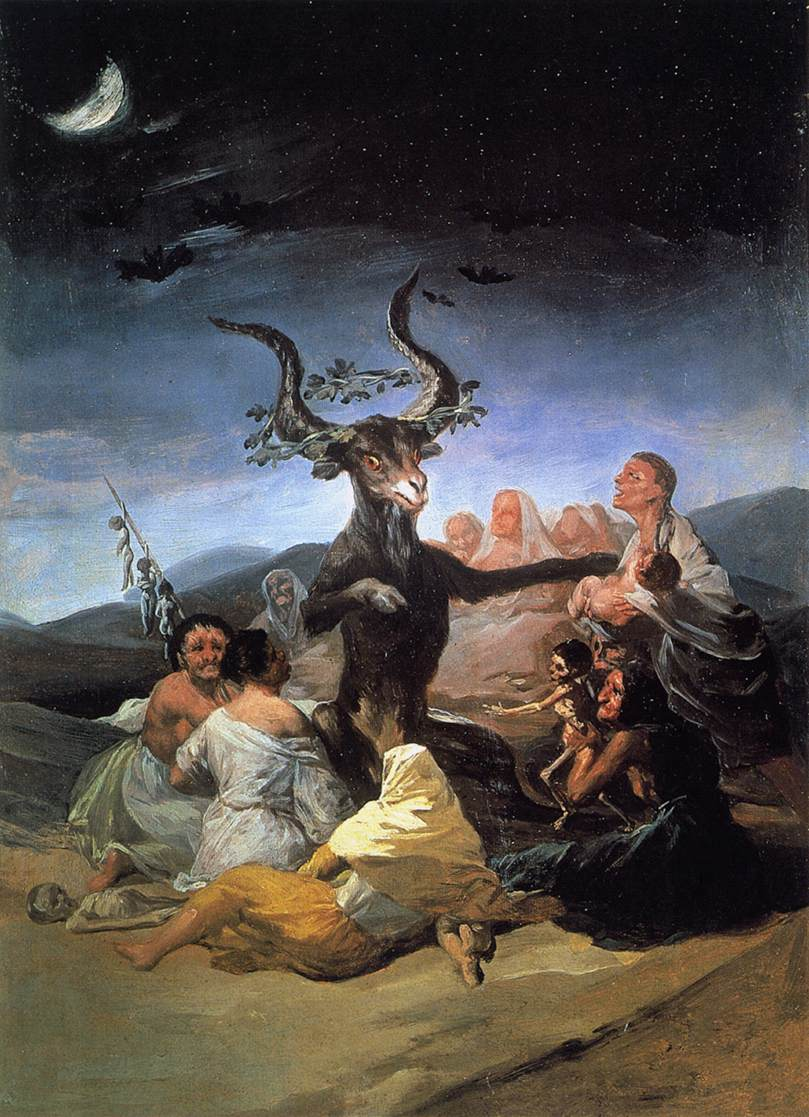
El Aquelarre (Goya)

El conjunt el va reunir José Lázaro Galdiano, que en morir, el 1947, el va llegar a l'estat espanyol. Després de crear-se la Fundació Lázaro Galdiano i adaptar-se com a museu l'antiga residència del donant (Palauet de Parque Florido, en el districte de Salamanca de Madrid), la col·lecció es va presentar al públic el 27 de gener de 1951.
Des de llavors el seu prestigi entre els entesos s'ha estès àmpliament i els seus fons, encara que no gaire populars, es consideren avui indispensables per a estudiar molts aspectes de la història de l'art. Destaca el conjunt de pintures i gravats de Goya, amb peces mundialment conegudes, si bé poca gent sap que s'alberguen aquí.